# Congregación de Santa Catalina de Ricci
La Congregación de Santa Catalina de Ricci (oficialmente en inglés: Congregation of Saint Catherine de' Ricci) fue una congregación religiosa católica femenina, de vida apostólica y de derecho pontificio, fundada por la religiosa estadounidense Lucy Eaton Smith, en Glens Falls, en 1880. A las religiosas de este instituto se les conocía como Hermanas Dominicas de la Congregación de Santa Catalina de de Ricci o simplemente como dominicas de Ricci. Posponían a sus nombres las siglas O.P. En 2012, este instituto se fusionó con la Congregación de las Dominicas de la Paz.

## Historia
La congregación fue fundada por la religiosa Lucy Eaton Smith, en Glens Falls, en el Condado de Warren (Estados Unidos), con el apoyo del obispo Francis McNeirny, de la diócesis de Albany, para la dirección de retiros espirituales para mujeres. Más tarde asumieron la dirección de escuelas católicas. Las religiosas se difundieron rápidamente en los Estados Unidos, Colombia y Cuba..
El instituto recibió la aprobación como congregación de derecho diocesano en 1880, de parte del obispo McNeirny, fue agregado a la Orden de los Predicadores el 14 de marzo de 1889 y recibió la aprobación pontificia de parte del papa Pío XI, mediante decretum laudis del 11 de junio de 1928.
El 15 de diciembre de 2012 la congregación se unió con la Congregación de las Dominicas de la Paz, a causa de la falta de personal para mantener las estructuras básicas de una congregación religiosa de derecho pontificio y luego de un camino de diálogo iniciado con esta institución en 2001.

## Organización
La Congregación de Santa Catalina de Ricci era una congregación religiosa internacional, de derecho pontificio y centralizada, cuyo gobierno era ejercido por una priora general, fue miembro de la Familia dominica y su sede central se encontraba en Upper Darby (Estados Unidos).
Las dominicas de Santa Catalina de Ricci se dedicaban a la dirección de casa de retiros espirituales, a la educación e instrucción cristiana de la juventud y a la atención de los enfermos. En tiempo de la unión con las dominicas de la paz (2012), el instituto contaba con 60 religiosas y 28 comunidades.